# الشويخات (لقصابي تاكوست)
الشويخات هي إحدى مشيخات المملكة المغربية، تتبع جغرافيا لإقليم كلميم وإداريًا للقصابي تاكوست. يقدر عدد سكانها بـ 88 نسمة حسب الإحصاء الرسمي للسكان والسكنى لسنة 2004.